# TJ Sokol Šternberk
TJ Sokol Šternberk je nejúspěšnějším volejbalovým oddílem ve městě Šternberk. Založen byl v roce 1994, roku 1999 se dostal do druhé nejvyšší soutěže a od sezóny 2009/10 působí nepřetržitě v české nejvyšší volejbalové soutěži, zde bylo jeho nejlepším umístěním sedmé místo. Své domácí zápasy Sokol sehrává v hale Ecce Homo Šternberk (Dvorská 2515). Šternberským kádrem prošla od vstupu do extraligy celá řada bývalých i současných reprezentantek, mimo jiné Veronika Gregorová-Tinklová, Simona Janečková, Kateřina Holásková, Darina Košická, Eliška Michnová-Ticháčková, Nikol Sajdová-Sokolová, Alena Honková, Vendula Měrková, Soňa Dosoudilová-Nováková nebo slovenská reprezentantka Miroslava Kuciaková-Rojková. Velký důraz je kladen ve Šternberku na práci s mládeží, kadetky Sokola patří k nejúspěšnějším v republice, již dvakrát vyhrály extraligu kadetek. Úzce spolupracují s Gymnáziem Čajkovského v Olomouci. Byly též roku 2018 vyhlášeny nejlepším sokolským kolektivem roku. Sokolská jednota, jíž je volejbalový klub součástí, vznikla v roce 1924. Založila ji česká menšina v tehdy převážně německém městě a bylo to i politicky významné epicentrum českého živlu.